# Siodło baryczne
Siodło baryczne – obszar w układzie barycznym między dwoma niżami (lub zatokami niskiego ciśnienia) i dwoma wyżami (lub klinami wysokiego ciśnienia) ułożonymi na przemian. Funkcja ciśnienia ma kształt siodłowy. Wykazuje podobieństwo do górskiej przełęczy, gdy izobary traktować jako poziomice. Charakteryzuje się występowaniem słabych wiatrów o zmiennym kierunku.